# تاريتاون (نيويورك)
تاريتاون (بالإنجليزية: Tarrytown, New York)،هي قرية تقع في مدينة جرينبرغ بمقاطعة ويستشستر في ولاية نيويورك، الولايات المتحدة الأمريكية. تقع على الضفة الشرقية لنهر هدسون، على بعد حوالي 25 ميلاً (40 كيلومترًا) شمال ميدتاون مانهاتن في مدينة نيويورك، وتخدمها محطة على خط مترو-نورث هدسون. 
يحد تاريتاون من الشمال قرية سليبي هولو (كانت تعرف سابقًا باسم "نورث تاريتاون")، ومن الجنوب قرية إيرفينغتون، ومن الشرق أجزاء غير مدمجة من 
. يعبر جسر تابان زي نهر هدسون عند تاريتاون، حاملاً طريق ولاية نيويورك السريع (الطرق السريعة 87 و287) إلى ساوث نياك في مقاطعة روكلاند والمناطق الشمالية بولاية نيويورك. بلغ عدد سكان تاريتاون 11,860 نسمة حسب تعداد عام 2020.

## المناخ
يظهر الجدول التالي التغييرات المناخية على مدار السنة لتاريتاون:
| البيانات المناخية لـتاريتاون      | البيانات المناخية لـتاريتاون | البيانات المناخية لـتاريتاون | البيانات المناخية لـتاريتاون | البيانات المناخية لـتاريتاون | البيانات المناخية لـتاريتاون | البيانات المناخية لـتاريتاون | البيانات المناخية لـتاريتاون | البيانات المناخية لـتاريتاون | البيانات المناخية لـتاريتاون | البيانات المناخية لـتاريتاون | البيانات المناخية لـتاريتاون | البيانات المناخية لـتاريتاون | البيانات المناخية لـتاريتاون |
| الشهر                             | يناير                        | فبراير                       | مارس                         | أبريل                        | مايو                         | يونيو                        | يوليو                        | أغسطس                        | سبتمبر                       | أكتوبر                       | نوفمبر                       | ديسمبر                       | المعدل السنوي                |
| --------------------------------- | ---------------------------- | ---------------------------- | ---------------------------- | ---------------------------- | ---------------------------- | ---------------------------- | ---------------------------- | ---------------------------- | ---------------------------- | ---------------------------- | ---------------------------- | ---------------------------- | ---------------------------- |
| متوسط درجة الحرارة الكبرى °ف (°م) | 38 (3)                       | 42 (6)                       | 51 (11)                      | 62 (17)                      | 72 (22)                      | 81 (27)                      | 85 (29)                      | 83 (28)                      | 76 (24)                      | 65 (18)                      | 54 (12)                      | 43 (6)                       | 63 (17)                      |
| متوسط درجة الحرارة الصغرى °ف (°م) | 22 (−6)                      | 24 (−4)                      | 30 (−1)                      | 39 (4)                       | 49 (9)                       | 58 (14)                      | 63 (17)                      | 62 (17)                      | 55 (13)                      | 44 (7)                       | 36 (2)                       | 27 (−3)                      | 42 (6)                       |
| الهطول إنش (مم)                   | 3.81 (97)                    | 3.33 (85)                    | 4.50 (114)                   | 4.54 (115)                   | 4.43 (113)                   | 4.36 (111)                   | 4.66 (118)                   | 4.47 (114)                   | 4.81 (122)                   | 4.57 (116)                   | 4.24 (108)                   | 4.38 (111)                   | 52.1 (1٬324)                 |
| المصدر: The Weather Channel       |                              |                              |                              |                              |                              |                              |                              |                              |                              |                              |                              |                              |                              |

## أعلام
- بوب أكين
- ستيوارت دبليو. فروست
- بن ليمون
- نيك برول
- وليام روكفيلر
- تشارلز د. ميلارد
- سول شتاين
- جون بي تاونسند
- ويليام باريت
- واشنطن إيرفينج